# جون جيمس (لاعب كرة قدم أسترالية)
جون جيمس (بالإنجليزية: John James)‏ هو لاعب كرة قدم أسترالية أسترالي، ولد في 18 يناير 1934 في Robinvale ‏ في أستراليا، وتوفي بنفس المكان في 8 ديسمبر 2010 بسبب سكتة.

## وصلات خارجية
- جون جيمس على موقع AustralianFootball.com (الإنجليزية)
- جون جيمس على موقع AFLtables.com (الإنجليزية)